# مقايضة الطعام

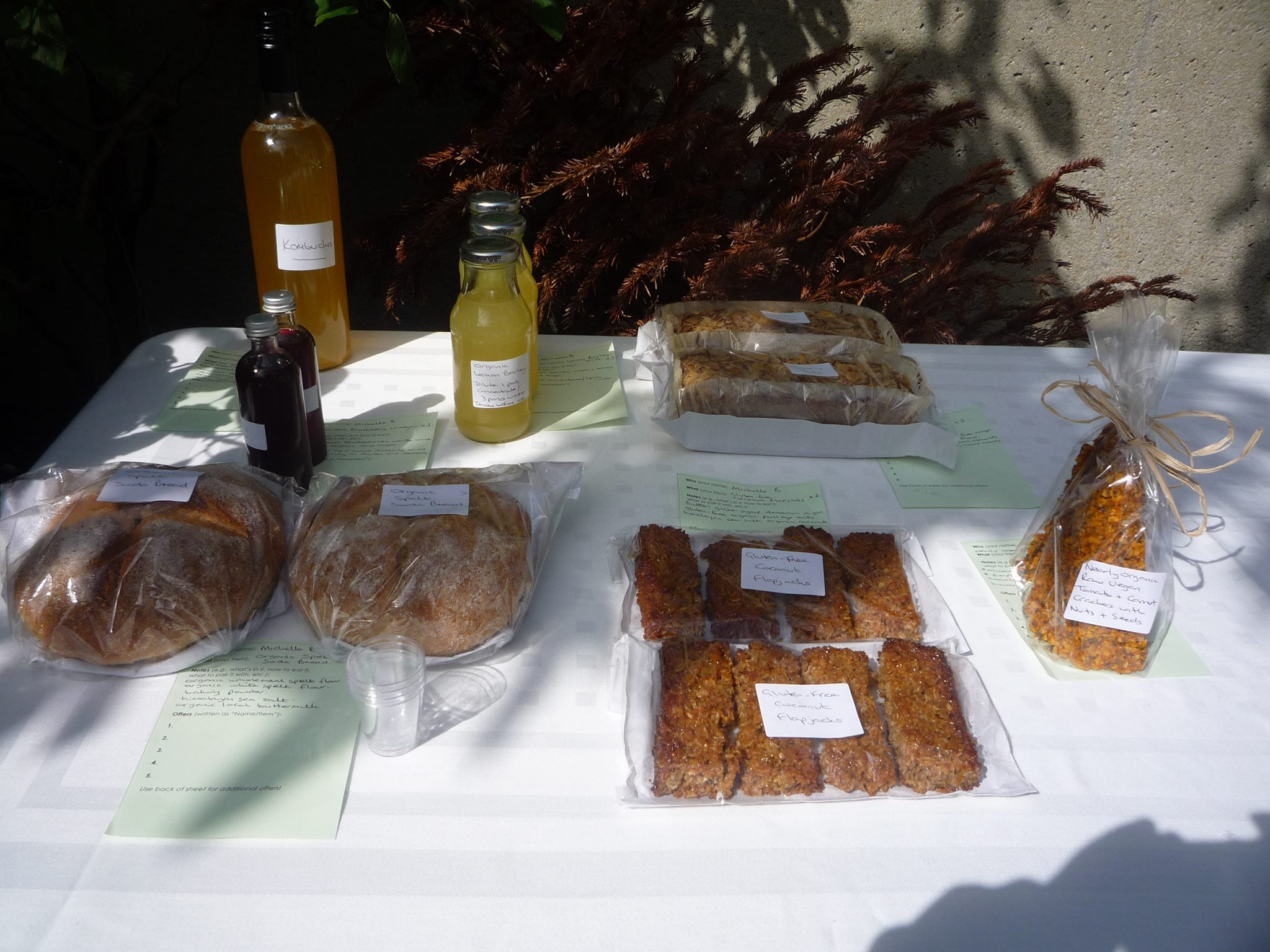
منضدة لمقايضة الطعام

مقايضة الطعام هي عبارة عن حدث يتقابل فيه أعضاء المجتمع المحلي لمشاركة الأطعمة المصنوعة يدوياً ومحلية المنشأ، مع بعصهم البعض. وكجزأ من التنويع في مخازن الأطعمة لديهم، وإعادة توزيع الفوائض والمتبقي، فهم يزيدون فرص بناء مجتمعات أقوى وأكثر تعاوناً.